# جاكلين ويست (مؤلفة)
جاكلين ويست (بالإنجليزية: Jacqueline West)‏ (29 ديسمبر 1979، ريد وينغ في الولايات المتحدة)؛ كاتِبة مُتخصِّصة في أدب الأطفال وروائية أمريكية.